# وسام زايد
وسام زايد هو أعلى وسام مدني في الإمارات العربية المتحدة، يُمنح الوسام بأمر من رئيس دولة الإمارات العربية المتحدة للملوك والرؤساء والشخصيات رفيعة المستوى الذين قدموا مساهمات هامة ومؤثرة على الصعيدين الإقليمي والدولي وعلى صعيد تعزيز علاقات الصداقة والتعاون بين دولهم ودولة الإمارات العربية المتحدة. والوسام عبارة عن عقد مشغول من الذهب الخالص يتميز بتصميم متقن يعكس الفخامة والتقدير، ويتوسط القلادة الرئيسية اسم "زايد" مؤسس دولة الإمارات العربية المتحدة، محاطاً بتفاصيل زخرفية تعبر عن الطابع الثقافي والتراثي الإماراتي، ويتكون الوسام من حلقة نقش عليها علم الإمارات العربية المتحدة وحلقة أخرى نقش عليها الشعار الرسمي للدولة، بالإضافة إلى 14 حلقة أخرى مزينة بأهم المعالم التاريخية والثقافية في الدولة.

## مايو 2025: دونالد ترامب الولايات المتحدة الأمريكية
- مايو 2015: محمد السادس بن الحسن، ملك المملكة المغربية.[2]
- ديسمبر 2016: سلمان بن عبد العزيز آل سعود، ملك المملكة العربية السعودية.[5]
- يوليو 2018: شي جين بينغ، الرئيس الصيني.[2]
- يوليو 2018: أسياس أفورقي، رئيس إريتريا.[2]
- يوليو 2018: آبي أحمد علي، رئيس وزراء إثيوبيا.[2]
- أبريل 2019: ناريندرا مودي، رئيس وزراء الهند.[6]
- نوفمبر 2019: عبد الفتاح السيسي، رئيس جمهورية مصر العربية.[7]
- ديسمبر 2021: محمد بن سلمان، ولي عهد المملكة العربية السعودية.[8]
- مارس 2024: مشعل الأحمد الجابر الصباح
- مايو 2025: دونالد ترامب، رئيس الولايات المتحدة الأمريكية